# Ulf Stenberg
Ulf Stenberg (* 1979 in Umea) ist ein schwedischer Schauspieler.

## Leben und Karriere
Stenberg wurde 1979 in Umea geboren. Zusammen mit dem Tänzer Emil Rosén inszenierte er die Show Topboy und feierte ihre Uraufführung im Jahr 2008 im Theater Fryshuset in Stockholm. Sein Debüt gab er 2013 in dem Film Återträffen. Anschließend spielte er 2015 in Tjuvheder. 2022 setzte Stenberg seine Karriere in Björnstad fort. Er ist 2022 unter anderem in der schwedischen Serie Meningen med livet zu sehen. Im selben Jahr trat er in The Playlist auf.

## Filmografie
Filme
- 2013: Återträffen
- 2015: Tjuvheder
- 2015: Johan Falk: Ur askan i elden
- 2017: Innan vi dör
- 2022: Ur spår

Serien
- 2020: Björnstad
- 2021: Jäger – Tödliche Gier (Jägarna)
- 2022: The Playlist
- 2022: Meningen med livet